# فردریش ناگل
فردریش ناگل (انگلیسی: Friedrich Nagel; زاده ۱۸۶۴ - درگذشته ۱۹۰۷) کارآفرین آلمانی بود، که در سال ۱۸۹۰ با مشارکت آگوست کوهنه، شرکت کوهنه + ناگل را تأسیس نمود.